# Heinrich VI. (Schlesien)

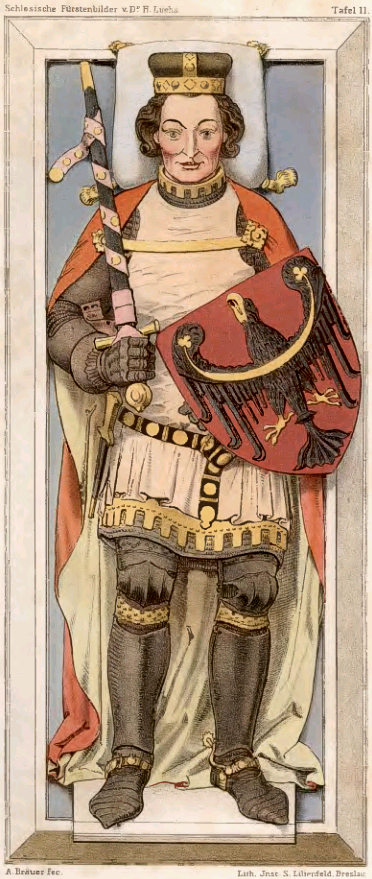
Farbrekonstruktion des Hochgrabs Heinrichs VI. nach Albrecht Bräuer

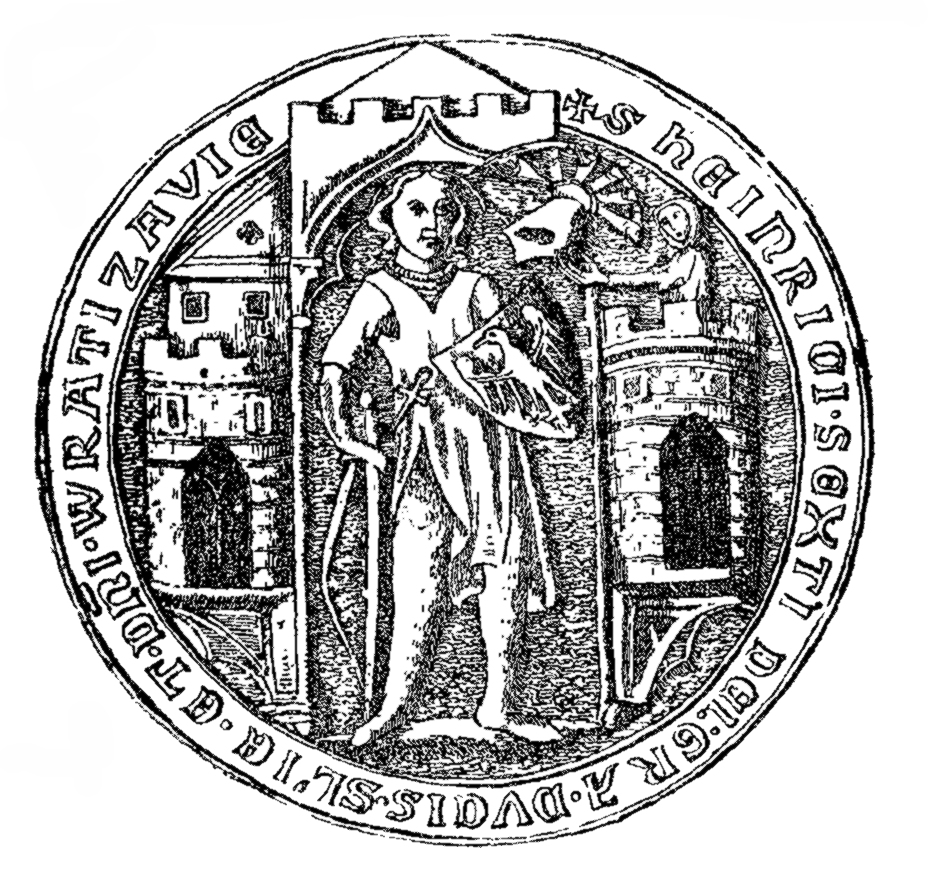
Siegel Heinrichs VI.

Heinrich VI. (auch: Heinrich der Gute; * 18. März  1294; † 24. November 1335) war ab 1311 bis zu seinem Tode Herzog von Breslau.

## Familie
Heinrich entstammte dem Geschlecht der Schlesischen Piasten. Seine Eltern waren Herzog Heinrich V. († 1296) von Liegnitz und Breslau sowie Elisabeth († 1304), Tochter des Herzogs Boleslaw von Kalisch. Heinrich hatte folgende Geschwister:
- Boleslaw III. († 1352), Herzog von Liegnitz und Brieg
- Wladislaus († 1352), zunächst Domherr in Breslau; verheiratete sich später mit einer Tochter des Herzogs Boleslaw II. von Masowien
- Hedwig, verheiratet mit Otto, Sohn des Markgrafen Otto V. von Brandenburg
- Eufemia, verheiratet mit Otto von Kärnten

1310 vermählte sich Heinrich mit Anna († 1327), Tochter des deutschen Königs Albrecht I., Witwe des 1308 verstorbenen Markgrafen Hermann von Brandenburg. Der Ehe mit Heinrich entstammten drei Töchter:
- Elisabeth († 1328), heiratete 1322 Herzog Konrad I. von Oels († 1366)
- Euphemia († nach 1383), heiratete vor 1325 Herzog Bolko II. von Falkenberg († ~ 1361–1365)
- Margarethe († vermutlich 1379), Äbtissin des Breslauer Klarissenklosters

## Leben
Nach dem frühen Tod seines Vaters 1296 wurde dessen Bruder Bolko I. zum Vormund über Heinrich und seine minderjährigen Geschwister bestellt. Da Bolko I. bereits 1301 verstarb, übernahm die Vormundschaft der böhmische König Wenzel II., dem damit ein weiterer Einfluss in Schlesien gelang.
Nach König Wenzels Tod 1305 übernahm Heinrichs älterer Bruder Boleslaw unter der Vormundschaft des Breslauer Bischofs Heinrich von Würben die Regierung seines Herzogtums zugleich für seine jüngeren Brüder. 1311 wurde das väterliche Erbe geteilt. Heinrich wurde Breslau zugewiesen, das nur noch aus den Kreisen Breslau und Neumarkt bestand. Boleslaw erhielt das Herzogtum Brieg-Grottkau, der jüngere Wladislaus erhielt Liegnitz. Da Breslau höher bewertet wurde, musste Heinrich zum Ausgleich an beide eine Geldsumme bezahlen. Schon bald gerieten Heinrich und Wladislaus in Streitigkeiten mit Boleslaw, der ständig versuchte, seine Macht auszudehnen und das Erbe seiner Brüder zu schmälern. Wladislaus musste ihm Liegnitz abtreten, und von Heinrich verlangte er einen Ländertausch, was dieser jedoch ablehnte.
Als treuer Anhänger der Habsburger und des Heiligen Römischen Reiches unternahm Heinrich 1314 einen Feldzug bis an den Rhein, um den römisch-deutschen Thronanspruch seines Schwagers Friedrichs des Schönen zu verteidigen. Bei den Auseinandersetzungen um das Erbe des 1321 verstorbenen Oelser Herzogs Boleslaw von Glogau einigte sich Heinrich mit dessen Bruder Konrad I., mit dem er seine Tochter Elisabeth verheiratete. Mit dem Versprechen des Heimfalls an Konrad erhielt Heinrich Oels als Pfand sowie eine lebenslange Nutznießung für Prausnitz und Trachenberg. Wegen der Streitereien mit seinem Bruder Boleslaw hielt Heinrich dieses Versprechen jedoch nicht ein. Am 20. April 1324 übergab er sein Land als Lehen an den deutschen König Ludwig den Bayern, mit dem er sich kurz vorher versöhnte. Ludwig versprach ihm zwar die weibliche Erbfolge für Heinrichs Töchter und deren Mutter, schützte ihn jedoch nicht gegenüber den Ansprüchen von Heinrichs Bruder Boleslaw. Deshalb schloss Heinrich 1326 ein Bündnis mit dem Deutschen Orden, das vor allem gegen den polnischen König Władysław I. Ellenlang gerichtet war. Auf Drängen der Stadt Breslau wandte er sich kurz danach zudem an den mit dem Deutschen Orden verbündeten böhmischen König Johann von Luxemburg, dem er am 6. April 1327 sein Herzogtum als Lehen übertrug. Gleichzeitig räumte er diesem das Erbrecht für den Fall ein, dass er (Heinrich) ohne männliche Leibeserben sterben sollte. König Johann reichte Heinrich sein Herzogtum unverzüglich zum lebenslangen Nießbrauch zurück und gewährte ihm aus Dankbarkeit zudem die lebenslange Nutznießung des Glatzer Landes.
Da sich Heinrich wie die meisten schlesischen Herzöge gegen die Erhebung des Peterspfennigs als Pro-Kopf-Steuer wandte, war er von 1319 bis 1321 exkommuniziert und sein Land mit dem Interdikt belegt.
Heinrich wurde während seiner Herrschaft großzügig von der Stadt Breslau unterstützt, der er eine Reihe von Privilegien gewährte. Drei Monate vor seinem Tod wurde der Vertrag von Trentschin abgeschlossen, mit dem der polnische König feierlich auf jeden Anspruch Polens auf Schlesien verzichtete. Demzufolge ging Heinrichs Herzogtum ohne jeden Widerspruch in den Besitz der Krone Böhmen über. Heinrich starb als letzter piastischer Herzog von Breslau. Sein Leichnam wurde im dortigen Klarissenkloster bestattet.